# Raiffeisen Super League 2018/19
De Raiffeisen Super League 2018/19 was de 122ste editie van de hoogste Zwitserse voetbalcompetitie sinds de invoering van het landskampioenschap voetbal in 1897. Aan de competitie namen tien clubs deel, die elkaar vier keer troffen. Nieuwkomer was Neuchâtel Xamax FCS dat de plaats innam van het gedegradeerde Lausanne-Sport. BSC Young Boys trad aan als titelverdediger. 

## Competitieverloop
BSC Young Boys werd voor de tweede keer op rij Zwitsers landskampioen. Het scoorde bijna honderd doelpunten in 36 speelrondes. Recordkampioen Grasshopper-Club Zürich degradeerde na een troosteloos seizoen naar de Challenge League. In de barragewedstrijden moest promovendus Neuchâtel Xamax FCS aantreden, dat als negende eindigde. 

## Uitslagen

### Eerste seizoenshelft (speelronde 1–18)
| Thuis \ Uit  | BAS | GRA | LUG | LUZ | SIO | StG | THU | XAM | YB  | ZUR |
| ------------ | --- | --- | --- | --- | --- | --- | --- | --- | --- | --- |
| Basel        |     | 4–2 | 3–2 | 2–1 | 3–2 | 1–2 | 1–1 | 1–1 | 1–3 | 2–0 |
| Grasshoppers | 1–3 |     | 2–1 | 2–3 | 2–1 | 2–1 | 0–2 | 3–1 | 0–3 | 0–2 |
| Lugano       | 2–2 | 2–2 |     | 1–4 | 2–2 | 3–1 | 2–1 | 2–2 | 0–2 | 1–0 |
| Luzern       | 1–1 | 2–1 | 4–2 |     | 1–3 | 2–1 | 0–2 | 0–2 | 2–3 | 2–5 |
| Sion         | 1–2 | 0–0 | 1–2 | 2–0 |     | 0–1 | 2–1 | 3–0 | 0–3 | 1–2 |
| St. Gallen   | 1–3 | 2–1 | 2–2 | 0–1 | 2–4 |     | 3–2 | 3–2 | 2–3 | 3–2 |
| Thun         | 4–2 | 1–0 | 1–1 | 2–1 | 4–1 | 2–0 |     | 2–2 | 1–4 | 2–2 |
| Xamax        | 1–1 | 2–3 | 2–1 | 1–2 | 1–1 | 2–3 | 1–5 |     | 1–4 | 3–3 |
| Young Boys   | 7–1 | 2–0 | 1–0 | 2–3 | 3–2 | 2–0 | 3–2 | 5–2 |     | 4–0 |
| Zürich       | 1–1 | 2–0 | 0–0 | 1–0 | 1–2 | 0–0 | 2–1 | 0–0 | 3–3 |     |

### Tweede seizoenshelft (speelronde 19–36)
| Thuis \ Uit  | BAS | GRA | LUG | LUZ | SIO | StG | THU | XAM | YB  | ZUR |
| ------------ | --- | --- | --- | --- | --- | --- | --- | --- | --- | --- |
| Basel        |     | 0–0 | 1–1 | 3–2 | 1–0 | 1–1 | 3–1 | 4–1 | 2–2 | 3–0 |
| Grasshoppers | 0–4 |     | 1–1 | 1–3 | 0–3 | 0–1 | 1–1 | 0–1 | 0–1 | 1–1 |
| Lugano       | 1–1 | 3–3 |     | 1–0 | 1–1 | 1–0 | 1–3 | 0–0 | 0–1 | 3–0 |
| Luzern       | 0–1 | 4–0 | 0–3 |     | 1–3 | 3–0 | 3–1 | 0–1 | 1–3 | 3–0 |
| Sion         | 0–3 | 3–0 | 2–2 | 2–2 |     | 2–2 | 0–1 | 1–0 | 0–4 | 1–0 |
| St. Gallen   | 0–3 | 0–0 | 0–2 | 1–2 | 2–1 |     | 1–3 | 3–0 | 4–1 | 3–1 |
| Thun         | 1–2 | 1–1 | 1–0 | 1–1 | 1–2 | 0–0 |     | 0–2 | 1–1 | 2–2 |
| Xamax        | 0–2 | 1–1 | 1–1 | 2–1 | 3–1 | 0–1 | 3–2 |     | 1–0 | 1–2 |
| Young Boys   | 3–1 | 6–1 | 2–2 | 4–0 | 1–0 | 3–2 | 5–1 | 2–0 |     | 2–0 |
| Zürich       | 0–2 | 3–1 | 0–1 | 1–1 | 1–0 | 1–1 | 3–0 | 2–1 | 0–1 |     |

## Eindstand
| №  | Club                    | WG | W  | G  | V  | DV | DT | +/− | Punten |
| -- | ----------------------- | -- | -- | -- | -- | -- | -- | --- | ------ |
|    | BSC Young Boys          | 36 | 29 | 4  | 3  | 99 | 36 | +63 | 91     |
| 2  | FC Basel                | 36 | 20 | 11 | 5  | 71 | 46 | +25 | 71     |
| 3  | FC Lugano               | 36 | 10 | 16 | 10 | 50 | 49 | +1  | 46     |
| 4  | FC Thun                 | 36 | 12 | 10 | 14 | 57 | 58 | –1  | 46     |
| 5  | FC Luzern               | 36 | 14 | 4  | 18 | 56 | 61 | –5  | 46     |
| 6  | FC St. Gallen           | 36 | 13 | 7  | 16 | 49 | 58 | –9  | 46     |
| 7  | FC Zürich               | 36 | 11 | 11 | 14 | 43 | 52 | –9  | 44     |
| 8  | FC Sion                 | 36 | 12 | 7  | 17 | 50 | 55 | –5  | 43     |
| 9  | Neuchâtel Xamax FCS     | 36 | 9  | 10 | 17 | 44 | 65 | –21 | 37     |
| 10 | Grasshopper-Club Zürich | 36 | 5  | 10 | 21 | 32 | 71 | –39 | 25     |

|  | Kwalificatie voor UEFA Champions League 2019/20 |
|  | Kwalificatie voor UEFA Europa League 2019/20    |
|  | Promotie/degradatiewedstrijden                  |
|  | Degradatie naar de Challenge League 2019/20     |

### Play-offs promotie/degradatie
Vanaf dit seizoen zullen er opnieuw promotie/degradatiewedstrijden (Barrage) worden gespeeld tussen de nummer negen van de Super League en de nummer twee van de Challenge League.
De reïntroductie zorgde dit seizoen meteen voor enorm spektakel, want Xamax boog in de terugwedstrijd een 0-4-achterstand om. In de verlenging werd niet meer gescoord, maar Xamax nam de strafschoppen beter dan tweedeklasser FC Aarau. 
|                  |                     |       |          |                                                                                        |
| 30 mei 20:00 uur | Neuchâtel Xamax FCS | 0 – 4 | FC Aarau | Stade de la Maladière, Neuchâtel Toeschouwers: 12.000 Scheidsrechter: Stephan Klossner |
| 30 mei 20:00 uur |                     |       |          | Stade de la Maladière, Neuchâtel Toeschouwers: 12.000 Scheidsrechter: Stephan Klossner |

|                  |          |                           |                     |                                                                                 |
| 2 juni 17:00 uur | FC Aarau | 0 – 4 (n.v.) 4 – 5 (n.s.) | Neuchâtel Xamax FCS | Stadion Brügglifeld, Aarau Toeschouwers: 7.526 Scheidsrechter: Adrien Jaccottet |
| 2 juni 17:00 uur |          |                           |                     | Stadion Brügglifeld, Aarau Toeschouwers: 7.526 Scheidsrechter: Adrien Jaccottet |

## Statistieken

### Topscorers
- In onderstaand overzicht zijn alleen de spelers opgenomen in de top-10

| №  | Naam                   | Club       | Goals | Duels |
| -- | ---------------------- | ---------- | ----- | ----- |
| 1  | Guillaume Hoarau       | Young Boys | 24    | 28    |
| 2  | Dejan Sorgic           | FC Thun    | 15    | 33    |
| 3  | Jean-Pierre Nsame      | Young Boys | 15    | 31    |
| 4  | Raphaël Nuzzolo        | Xamax      | 14    | 35    |
| 5  | Albian Ajeti           | FC Basel   | 14    | 32    |
| 6  | Ricky van Wolfswinkel  | FC Basel   | 13    | 32    |
| 7  | Blessing Eleke         | FC Luzern  | 13    | 32    |
| 8  | Carlinhos Junior       | FC Lugano  | 13    | 31    |
| 9  | Marvin Spielmann       | FC Thun    | 12    | 34    |
| 10 | Nicolas Moumi Ngamaleu | Young Boys | 12    | 32    |

### Nederlanders
Onderstaande Nederlandse voetballers kwamen in het seizoen 2018/19 uit in de Raiffeisen Super League.
| Naam                  | Club     | Duels | Goals |
| --------------------- | -------- | ----- | ----- |
| Ricky van Wolfswinkel | FC Basel | 32    | 13    |

### Toeschouwers
| №      | Club                    | Totaal    | Gem    |
| ------ | ----------------------- | --------- | ------ |
| 1      | BSC Young Boys          | 463.518   | 25.751 |
| 2      | FC Basel                | 436.661   | 24.259 |
| 3      | FC St. Gallen           | 228.461   | 12.692 |
| 4      | FC Zürich               | 191.885   | 10.660 |
| 5      | FC Luzern               | 168.547   | 9.364  |
| 6      | FC Sion                 | 163.900   | 9.106  |
| 7      | Neuchâtel Xamax FCS     | 108.036   | 6.002  |
| 8      | FC Thun                 | 102.640   | 5.702  |
| 9      | Grasshopper-Club Zürich | 101.500   | 5.639  |
| 10     | FC Lugano               | 64.028    | 3.557  |
| Totaal | Totaal                  | 2.029.176 | 11.273 |